# 佐藤蛍
佐藤 ケイ（さとう けい、1992年6月5日 - ）は、日本の女優。Plage所属。旧芸名は佐藤蛍。

## 人物 ・経歴
初舞台は中学3年時に世田谷文学館主催「美内すずえとガラスの仮面展」で公演された劇中劇の舞台「女海賊ビアンカ」でのビアンカ役。
2011年に日本大学芸術学部映画学科に入学。在学中の2013年に演出家・蜷川幸雄主宰の若手演劇集団「さいたまネクスト・シアター」のオーディションで600人のなかから選出されて、ネクストシアター4期生となる。

## 出演

### 舞台
- 「アンダー・ザマク」（劇団贅沢貧乏、演出：山田由梨）
- 「ネクストシアター第5回公演　蒼白の少年少女たちによるカリキュラ」（演出：蜷川幸雄）
- 「わたしを離さないで」（演出：蜷川幸雄）
- 「鴉よ、おれたちは弾丸をこめる」（演出：蜷川幸雄）
- 「リチャード二世」（演出：蜷川幸雄）※ハヤカワ悲劇喜劇賞受賞
- 「一万人のゴールドシアター〜金色交響曲〜わたしのゆめ、きみのゆめ〜based on Romeo and Juliet」（演出：ノゾエ征爾）
- 「薄い桃色のかたまり」（作・演出：岩松了）※第21回鶴屋南北戯曲賞受賞
- 「第三世代」（作・ヤエルロネン　演出：中津留章仁）
- 「第7世代実験室第一回公演」（作・演出：内田健司）
- 「冬の時代」（作・木下順二 演出：大河内直子）

- 「たかが世界の終わり」（第7世代実験室配信公演演出：内田健司）

- 「作者を探す六人の登場人物」（作・ルイジ・ピランデッロ 演出：小川絵梨子）
- 「雨花のけもの」（作・細川洋平 　演出：岩松了）
- 「綿子はもつれる」（作・演出：加藤拓也）

### 映画
- 「暗闇から手をのばせ」（監督：戸田幸宏） - 仁美 役　※ゆうばり国際ファンタスティック映画祭グランプリ受賞
- 「夜、逃げる」（監督：山田佳奈） - 三橋 役
- 「ふたつのシルエット」（監督：竹馬靖具) - 主演・佳苗 役
- 「AWAKE」　(監督：山田篤宏) –女流棋士　役
- 「あの子は貴族」（監督：岨手由貴子） - ホステス　役

### テレビドラマ
- 大豆田とわ子と三人の元夫 第3話（2021年4月27日 - 、関西テレビ・フジテレビ）
- オクトー 〜感情捜査官 心野朱梨〜 第6話 円山泉役（2022年8月11日 - 、日本テレビ）

### ミュージック・ビデオ
- 曽我部瑚夏「海底」
- warbear「Lights」